# Rosemary Kennedyová
Rosemary Kennedyová (nepřechýleně Kennedy, 13. září 1918 Brookline, Massachusetts – 7. ledna 2005 Fort Atkinson, Wisconsin) byla mladší sestra prezidenta Spojených států amerických Johna Fitzgeralda Kennedyho. Pro těžké mentální postižení způsobené nepodařenou operací byla od 40. let v ústavní péči.

## Život
Narodila se jako třetí dítě a první dcera Josepha a Rose Kennedyových. Při porodu byla přidušena, což bylo pravděpodobně příčinou toho, že odmalička vykazovala pomalejší vývin a nižší inteligenci než její nadaní a úspěšní sourozenci. Dosahovala pak horších studijních výsledků; kromě toho mívala záchvaty a prudké výkyvy nálad. Ambiciózní rodiče ji poslali do dívčího konventu, kde ji vzdělávaly a vychovávaly řádové sestry. Rosemary odsud několikrát utekla. S jejím dospíváním se rodiče navíc začali obávat jejích kontaktů s muži a případného těhotenství, které by mohlo poškodit pověst rodiny a ohrozit tak politickou budoucnost jejích bratrů.
V listopadu 1941 objednal Joseph svou dceru, které tehdy bylo 23 let, na lobotomii, od které očekával zmírnění její „nezvladatelnosti“. Operace se však nezdařila a způsobila snížení intelektu Rosemary zhruba na úroveň dvouletého dítěte. Rodiče ji odstranili do ústavu a vysvětlovali její zmizení ze společenského života „vrozenou mentální vadou“, skutečná příčina však později vyšla najevo.
Zbytek života – dožila se 86 let – vesměs strávila izolována od okolního světa. Teprve koncem jejího života se k ní rodina začala více hlásit.